# Hibrees de Creta
Hibrees de Creta o potser Híbries, (en llatí Hibrias, en grec antic Ὑβρίας) fou un poeta líric grec nascut a l'illa de Creta.
Va ser l'autor d'un scholion, un tipus de poema líric normalment d'una sola estrofa, que es cantava als simposis i banquets de l'antiga Grècia. Aquest poema va ser molt apreciat al seu temps, i el van conservar Ateneu (Deipnosophistae 15. pàg. 695-6) i Eustaci de Tessalònica (Παρεκβολαὶ εἰς τὴν Ὁμήρου Ἰλιάδα καὶ Ὀδυσσείαν pàg. 276, 47), i va ser inclòs més tard a l'Antologia grega.